# Norton (Virginia)
Norton è una città indipendente degli Stati Uniti d'America nello Stato della Virginia. La popolazione era di 3,958 persone al censimento del 2010, il che la rende la città meno popolata della Virginia, insieme al lato occidentale. Il Bureau of Economic Analysis unisce la città di Norton con la circostante contea di Wise a fini statistici.

## Storia
Norton prende il nome da Eckstein Norton, un funzionario delle ferrovie.

## Geografia fisica
Secondo lo United States Census Bureau, ha un'area totale di 7,5 miglia quadrate (19 km²).

## Società

### Evoluzione demografica
Secondo il censimento del 2000, c'erano 3,904 persone.

### Etnie e minoranze straniere
Secondo il censimento del 2000, la composizione etnica della città era formata dal 91,57% di bianchi, il 6,15% di afroamericani, lo 0,08% di nativi americani, l'1,00% di asiatici, lo 0,13% di oceanici, lo 0,18% di altre razze, e lo 0,90% di due o più etnie. Ispanici o latinos di qualunque razza erano lo 0,87% della popolazione.